# Louis Paul Cailletet

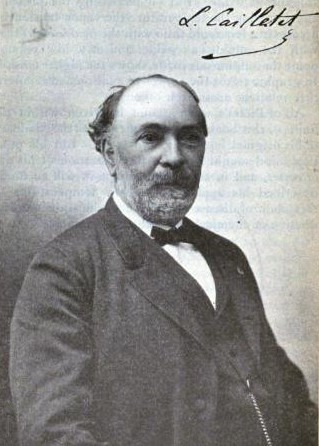
Louis Paul Cailletet

Louis Paul Cailletet (* 21. September 1832 in Châtillon-sur-Seine; † 5. Januar 1913 in Paris) war ein französischer Physiker.

## Leben
Cailletet studierte am Lycée Henri IV und an der École des mines. Anschließend übernahm er die Leitung der Eisenwerke seines Vaters. Dort untersuchte er metallurgische Vorgänge eingehend und veröffentlichte dazu eine ganze Reihe von Abhandlungen.
Bahnbrechend waren seine Erkenntnisse zur Verflüssigung der sogenannten permanenten Gase (wie Sauerstoff und Stickstoff). Diese bis dahin für ausschließlich gasförmig existent gehaltenen Stoffe brachte Cailletet unter hohem Druck und großer Abkühlung in seinem Labor am 2. Dezember 1877 erstmals zur Verflüssigung. Mit seiner Methode konnte er nur kleine Tröpfchen an Flüssiggas erhalten. Zum gleichen Ergebnis kam 20 Tage nach ihm auch der Physiker Raoul Pictet in Genf. Dieser wandte jedoch eine andere Methode an, die Heike Kamerlingh Onnes später verfeinerte und die zur Entdeckung der Suprafluidität des Edelgases Helium führte. Die Verflüssigung der permanenten Gase war die wichtigste technische Voraussetzung für die Entdeckung der Supraleitfähigkeit.
1894 konnte Cailletet durch automatische Probenahme mit einem Gefäß an einem unbemannten Ballon zeigen, dass die Zusammensetzung der Atmosphäre bis in eine Höhe von 15 km konstant ist. Damit bestätigte er die Ergebnisse von Joseph Louis Gay-Lussac, der schon 1804 bei seiner Ballonfahrt auf 7 km Höhe zum gleichen Ergebnis gekommen war.
1884 ernannte die Académie des sciences Cailletet zu ihrem Mitglied.
Am 18. März 2003 wurde ein Asteroid nach ihm benannt: (13219) Cailletet.